# Konispol
Konispol – miasto w Albanii w północnej Czamerii, w okręgu Saranda, przy granicy z Grecją

## Demografia
Miasto liczyło 3,6 tys. mieszkańców (2006). Ponad 15 lat później (2023) zaludnienie spadło o ponad ½, do poziomu 1758 osób.

## Historia
W mieście widoczne są ślady osadnictwa z IV wieku p.n.e. W okresie rządów Envera Hodży (2. połowa XX w.) w mieście znajdowało się centrum administracyjne kooperatywy „Zwycięstwo leninizmu”. Obecnie przeważa przemysł spożywczy i włókienniczy.